# Șerban Rădulescu-Zoner
Șerban Constantin Rădulescu-Zoner (n. 29 mai 1929, Piatra Neamț - d.14 martie 2012, Moroeni, județul Dâmbovița) a fost un deputat român în legislaturile 1992-1996 (județul Dâmbovița) și 1996-2000. Șerban Constantin Rădulescu-Zoner a fost ales în legislatura 1992-1996 pe listele Partidului Alianța Civilă  iar în legislatura 1996-2000 a fost ales pe listele PNL. 
Între anii 2001-2007 a fost președintele Alianței Civice.
A fost deținut politic între 1959 și 1962, după eliberare refuzând ferm să colaboreze cu Securitatea.
De meserie a fost istoric, având un doctorat în istorie.
În 1975 a fost exclus din Institutul de Istorie „Nicolae Iorga”, pentru a fi reprimit după Revoluția din 1989 și avansat la gradul de cercetător principal.

## Publicații
- Scrieri politice 1900-2006, 2007 [1]

- Ș. Rădulescu-Zoner, D. Bușe, B. Marinescu, Instaurarea totalitarismuli comunist în România (București: Cavallioti, 2002)
- Dunărea, Marea Neagră și Puterile Centrale, (Cluj-Napoca: Dacia, 1982)
- România și Tripla Alianță la începutul secolului XX, (București: Editura Litera, 1977)
- A fost un destin. Amintiri, mărturii, dezvăluiri, (București: Editura Paideia, 2003)